# 정정옹주 (태종)
정정옹주(貞靜翁主, 1410년 ~ 1456년 4월 11일(음력 2월 28일))는 조선의 옹주이며, 태종의 7녀이자 서3녀로 어머니는 신빈 신씨이다.

## 생애
1410년(태종 10년), 태종과 신빈 신씨(신녕궁주)의 차녀로 태어났다. 1421년(세종 3년) 3월 3일, 당시 태종이 총애하던 조말생(趙末生)의 아들 한원군 조선(漢原君 趙璿)과 혼인하여 1남 1녀를 두었다.
정정옹주는 1456년(세조 2년) 세상을 떠났는데, 세조는 부의(賻儀)로 쌀‧ 콩 아울러 1백 석, 종이 1백 50권, 정포(正布) 40필, 유둔(油芚) 2부(部), 전칠(全漆) 2승(升)과 관곽(棺槨)을 내려 주었다.
정정옹주의 묘소는 경기도 남양주 수석동 산2-3에 남편 조선과 함께 조성되어 있다.

## 가족 관계
- 아버지 : 태종(太宗, 1367 ~ 1422)
- 어머니 : 신빈 신씨(信嬪 辛氏, ? ~ 1435)
  - 오빠 : 함녕군(諴寧君, 1402 ~ 1467) 이인(李裀)
  - 오빠 : 온녕군(溫寧君, 1407 ~ 1454) 이정(李裎)
  - 언니 : 정신옹주(貞信翁主, ? ~ 1452)
  - 여동생 : 숙정옹주(淑貞翁主, 생몰년 미상)
  - 여동생 : 숙녕옹주(淑寧翁主, 생몰년 미상)
  - 여동생 : 소신옹주(昭信翁主, ? ~ 1437)
  - 여동생 : 소숙옹주(昭淑翁主, ? ~ 1456)
  - 여동생 : 숙경옹주(淑慶翁主, 1420 ~ 1494)
- 부마 : 한원군 조선(漢原君 趙璿, 1410 ~ 1437)
  - 장남 : 조영(趙渶)
  - 장녀 : 양주 조씨(1426 ~ ?) - 허창(許菖)에게 출가
    - 외손자 : 허담(許聃)
      - 외증손자 : 허엽(許曄, 1517 ~ 1580)
        - 외고손자 : 허성(許筬, 1548 ~ 1612)
        - 외고손자 : 허봉(許篈, 1551 ~ 1588)
        - 외고손녀 : 허난설헌 허초희(許蘭雪軒 許楚姬, 1563 ~ 1589)
        - 외고손자 : 허균(許筠, 1569 ~ 1618)